# Model Niskanena
Model Niskanena został opublikowany przez Niskanena w 1971. Jego głównym celem, przyjętym przez autora było opisanie sposobu postępowania urzędników oraz dostarczenie narzędzi do oceny efektywności struktur biurokratycznych. 

## Założenia modelu zaproponowane przez autora
- w tym modelu bada się efektywność kosztową struktur biurokratycznych oceniającą, czy określony poziom produkcji wykonano przy najniższych możliwych kosztach).
- poziom podaży usług struktur biurokratycznych ocenia się jako optymalny lub nieoptymalny.
- biurokratycznymi są organizacje:
  - której główna część przychodów pochodzi z innej działalności niż sprzedaż na sztuki
  - różnice przychodów i kosztów nie są wykorzystywane ani przez właścicieli, ani pracowników jako dochody osobiste.
- organizacje biurokratyczne otrzymują od organizacji je finansujących (np. parlament) określony budżet, który następnie jest w głównej mierze przeznaczony na podaż świadczonych przez nie usług na ustalonym poziomie.

Np. gdy mówimy o administracji rządowej, to jest ona finansowana z podatków obywateli
- budżet organizacje biurokratyczne dostają w regularnych okresach (najczęściej co rok).
- często niemożliwe jest stwierdzenie ilościowe podaży takich dóbr jak bezpieczeństwo czy stan zdrowia społeczeństwa, co sprowadza się do próby określenia podaży działań i zadań mających wpływ na świadczenie określonych usług (np. tych publicznych).
- Optymalna podaż dóbr publicznych ma zmaksymalizować nadwyżkę sumy korzyści nad całkowitymi kosztami społeczeństwa - nazywa się to maksymalną sumaryczną nadwyżką konsumenta netto). Będzie to poziom, który zagwarantuje zrównanie sumy społecznych korzyści krańcowych z ceną, czyli kosztem jednostkowym umownego pakietu usług publicznych.
- funkcje użyteczności biurokratów nie są zbieżne z szeroko rozumianym dobrem społecznym (często są to przecież politycy wspierający daną opcję polityczną lub grupę interesu).